# Srednja Jurkovica
Srednja Jurkovica är en ort i Bosnien och Hercegovina.   Den ligger i entiteten Republika Srpska, i den nordvästra delen av landet, 160 km nordväst om huvudstaden Sarajevo. Srednja Jurkovica ligger 152 meter över havet och antalet invånare är 157.
Terrängen runt Srednja Jurkovica är platt åt nordost, men åt sydväst är den kuperad. Närmaste större samhälle är Bosanska Gradiška, 18,8 km norr om Srednja Jurkovica. 
Omgivningarna runt Srednja Jurkovica är en mosaik av jordbruksmark och naturlig växtlighet. Runt Srednja Jurkovica är det ganska tätbefolkat, med 67 invånare per kvadratkilometer.